# Dundaia nitens
Dundaia nitens là một loài bọ cánh cứng trong họ Cerambycidae.